# Peterbilt

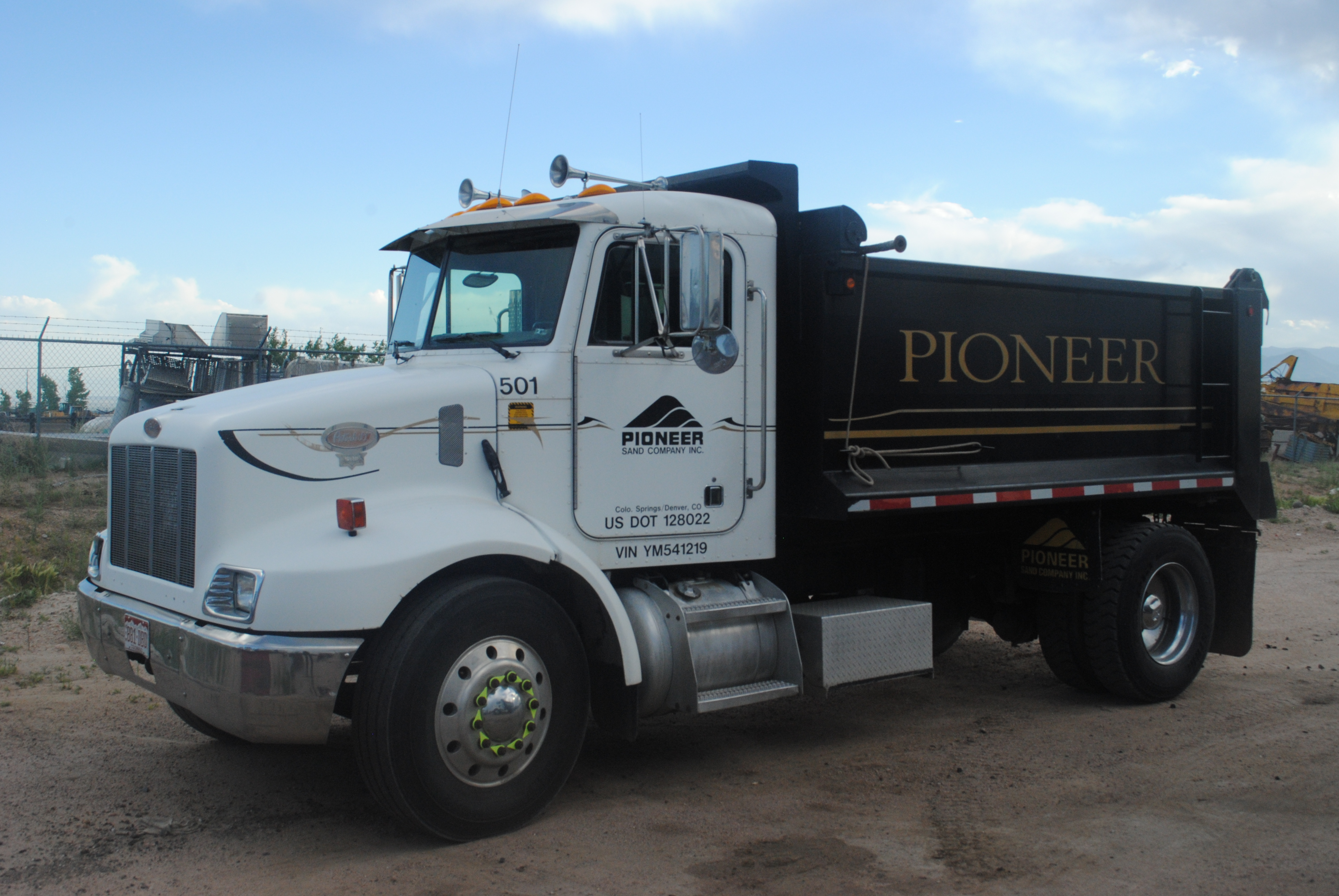
Peterbilt 330

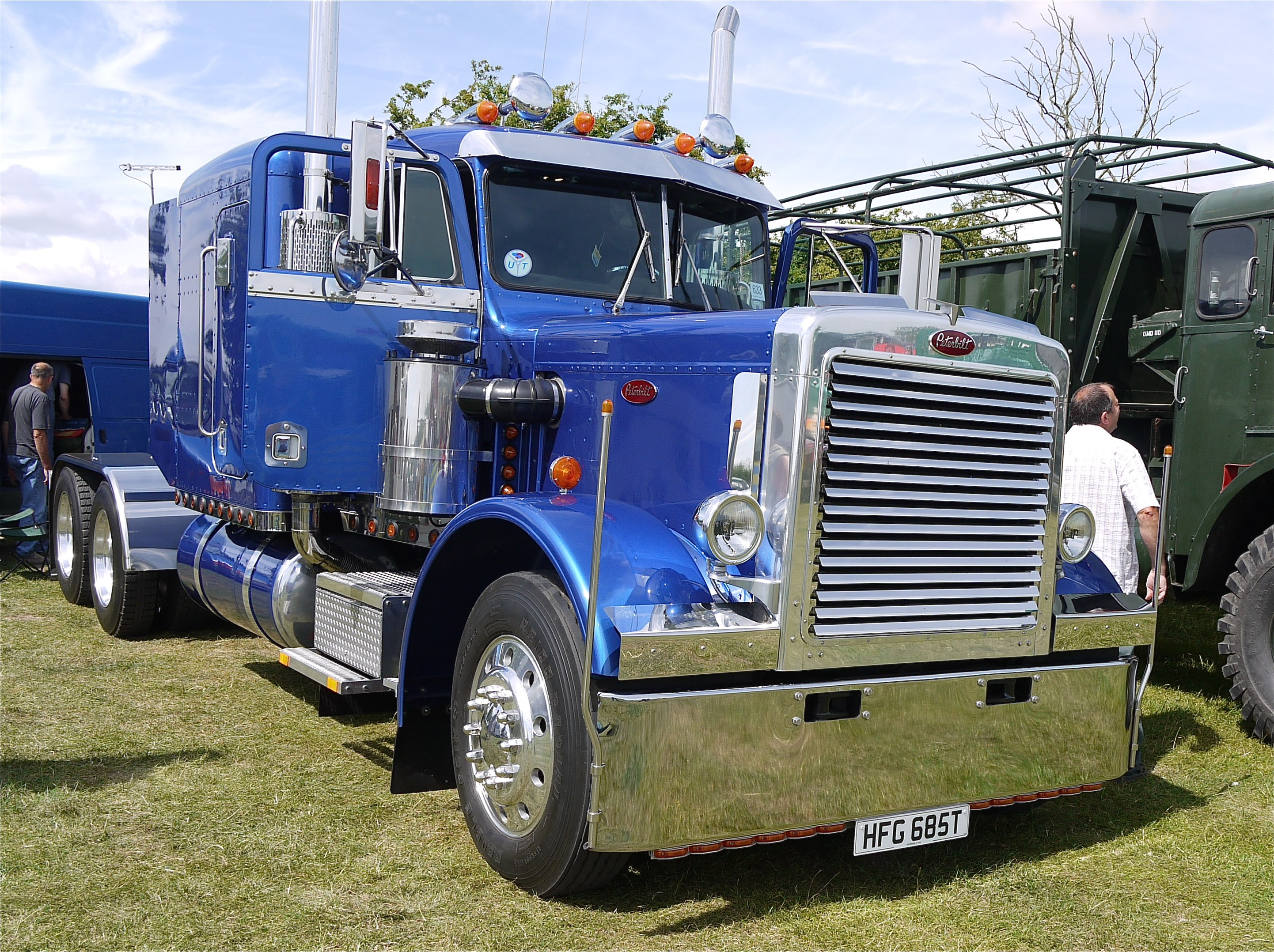
Peterbilt 359 trekker

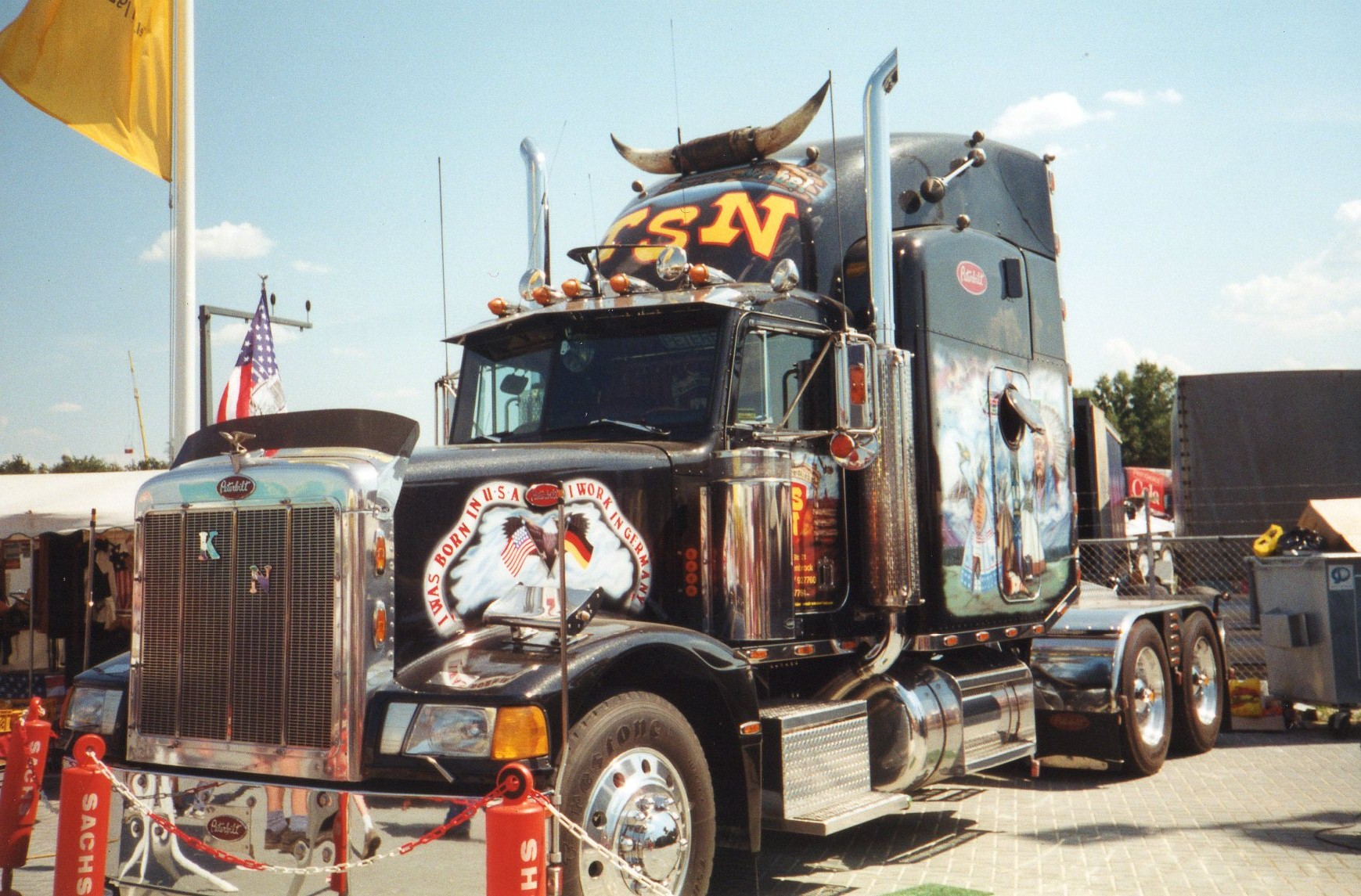
Peterbilt trekker

Peterbilt is een fabrikant van midden- tot zware klasse vrachtwagens met het hoofdkantoor in Denton, Texas. Het bedrijf is onderdeel van de PACCAR-onderneming, waartoe ook DAF behoort. 

## Geschiedenis
In het begin van de 20e eeuw werd T.A. Peterman, een ondernemer in de houtindustrie, geconfronteerd met logistieke problemen. Het hout dat in de bossen gekapt werd, deed er zeer lang over om bij zijn zagerij te komen. Vanaf dat moment ging Peterman experimenteren met trekkers op basis van stoomtechnologie. Peterman had echter gemerkt dat de ontwikkelingen in de auto-industrie zo vergaand waren dat hij ook daarmee vrachtwagens kon gaan maken, en al snel wist hij zijn logistieke problemen op die manier op te lossen. 
Om te beginnen kocht hij een aantal oude legervoertuigen op, die hij zodanig verbeterde dat er hout mee vervoerd kon worden. Kort daarna kocht Peterman het bedrijf Fageol Motors uit Oakland op. Fageol stond erom bekend dat het goede houtchassis maakte maar na een financieel tegenvallende periode was dat bedrijf failliet gegaan. Vanaf 1939 begon Peterman zijn grote vrachtwagens te verkopen aan het publiek. Kort daarna, in 1945, overleed hij en verkocht zijn vrouw het bedrijf aan een groep ontwikkelaars. In 1958 werd de onderneming T.A. Peterman verkocht aan PACCAR en werd de naam veranderd in Peterbilt. PACCAR richtte zich met Peterbilt vooral op de klassen bóven de middenklasse vrachtwagens. Peterbilt heeft op het moment fabrieken in: Madison, Tennessee, Denton, Texas en Sainte-Thérèse, Quebec.

## Europa
Peterbilt's vrachtwagens zijn bijna niet te vinden in Europa. De vrachtwagens passen niet binnen de Europese regelgeving en de voertuigen die hier rijden worden vooral voor zwaar transport en/of shows ingezet.